# Андраны
Андраны (бел. Андраны) — агрогородок в Мстиславском районе Могилёвской области Белоруссии. Входит в состав Ракшинского сельсовета.

## География
Агрогородок находится в северо-восточной части Могилёвской области, в пределах Оршанско-Могилёвской равнины, на берегах реки Кошанки, на расстоянии примерно 23 километров (по прямой) к западу-юго-западу (WSW) от Мстиславля, административного центра района. Абсолютная высота — 189 метров над уровнем моря.

## История
Нынешняя правобережная часть Андранов — бывшая деревня Волымерово — упоминается в 1758 году как деревня Волымер во Мстиславском воеводстве Великого княжества Литовского. Согласно «Списку населенных мест Могилёвской губернии» 1910 года издания населённый пункт являлся центром Андрановского сельского общества Долговичской волости Чериковского уезда Могилёвской губернии. Имелось 38 дворов и проживало 240 человек (123 мужчины и 117 женщин).
До 2017 года Андраны входили в состав ныне упразднённого Долговичского сельсовета.

## Население
По данным переписи 2009 года, в агрогородке проживало 553 человека.